# Hilmes
Hilmes ist ein Ortsteil der Gemeinde Schenklengsfeld im osthessischen Landkreis Hersfeld-Rotenburg. Der Ort liegt etwa drei Kilometer nordöstlich der Kerngemeinde, am nordwestlichen Hang des Landecker Berges im nördlichsten Bereich der Rhön.

## Geschichte

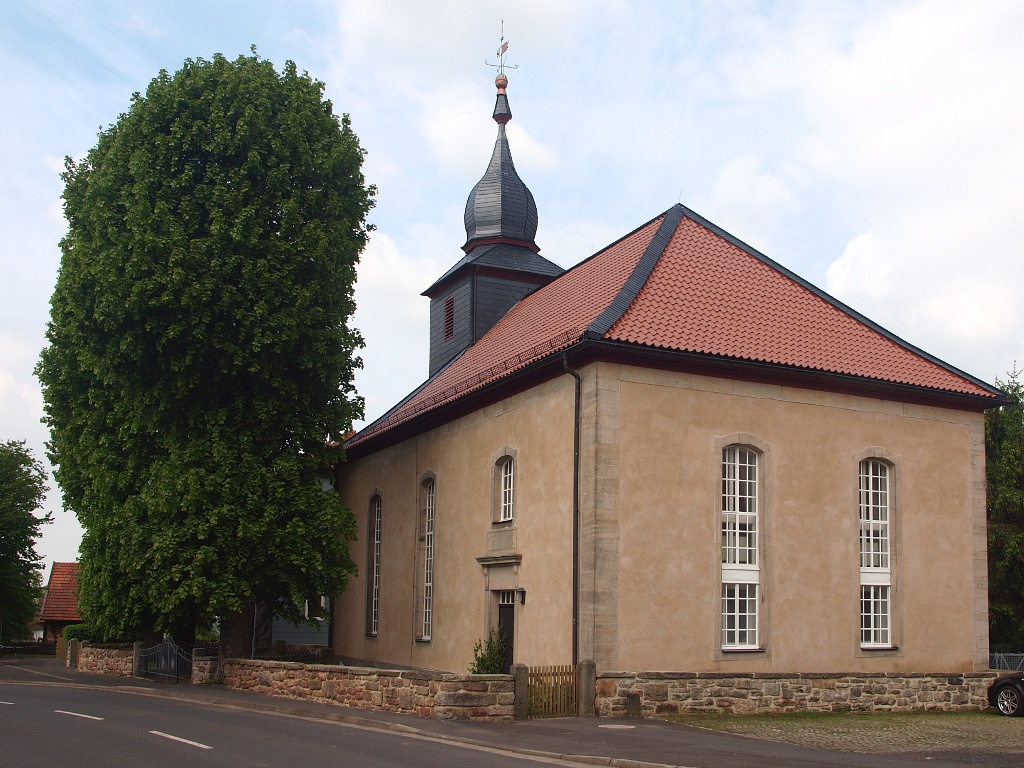
Kilianskirche

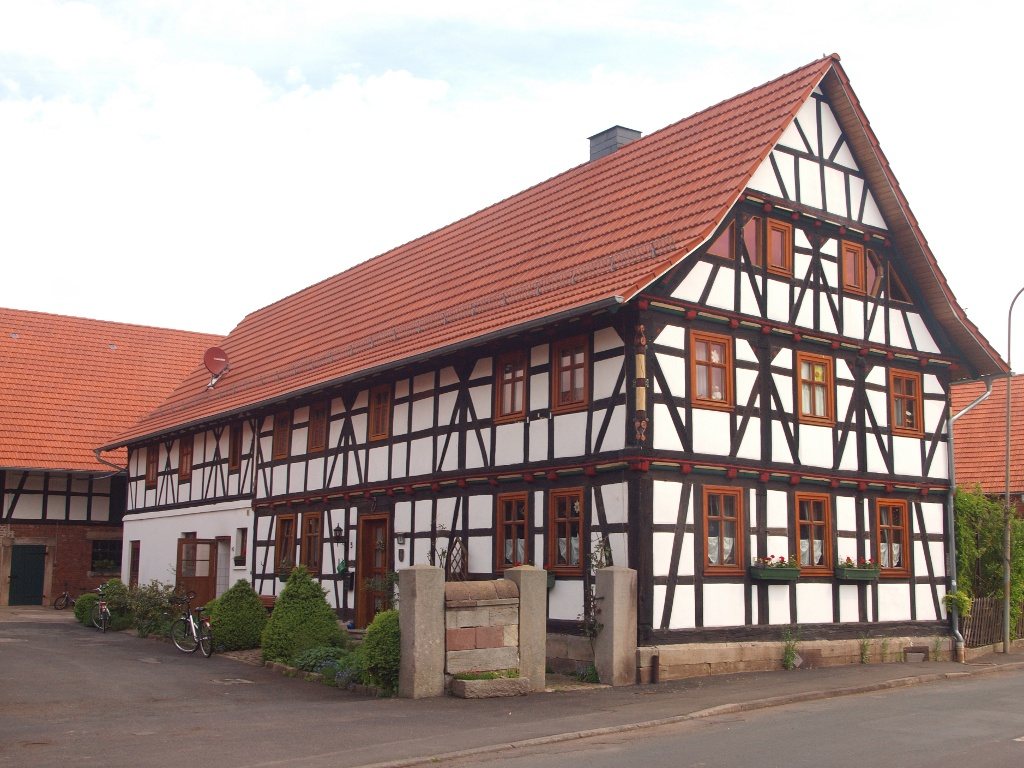
Wohnstallhaus eines Dreiseitenhofs an der Hauptdurchgangsstraße

### Ortsgeschichte
Die älteste bekannte schriftliche Erwähnung von Hilmeserfolgte unter dem Namen Hyldemundes im Jahr 1367 in einer Urkunde des Klosters Kreuzberg. Die erste Besiedlung fand aber vermutlich bereits in der späten Völkerwanderungszeit statt, wie es das karolingische Gräberfeld oberhalb von Hilmes belegt. 1413 wurde der Ort als „zu dem Hildemans“ und 1500 als „Hylmes“ erwähnt.
Das Dorf gehörte zum hersfeldischen Amt Landeck, das seinen Namen vom Landecker Berg hat. Der größte Teil dieses Berges liegt in der Gemarkung von Hilmes. Am südöstlichen Ausläufer des Landecker Berges befindet sich die Burgruine Landeck, ein zu Beginn des 13. Jahrhunderts errichteter Stützpunkt der Abtei Hersfeld. Es gibt einen alten Brauch, dass man aus den umliegenden Orten am Himmelfahrtstag zum Tanzvergnügen auf dem „Alten Schloß“ zusammenkam; dort stand das Schankrecht einem Hilmeser Wirt zu. Nun wird dieses alljährliche Himmelfahrtsfest am Landecker durch die Freiwillige Feuerwehr Hilmes veranstaltet.
Die Kilianskirche im Ort gehörte zum Dekanat Geisa und damit zum Bistum Würzburg. Sie wurde mit ihrem Haubendach von 1820 bis 1822 erbaut. 1966 wurde der Kirchenraum, wegen Verkleinerung des Kirchspiels, verkleinert. 2005 wurde die Kirche zum Kirchenzentrum mit Kirchsaal ausgebaut. Die „Sankt-Anna-Glocke“ im Dachreiter wurde 1518 von dem inschriftlich genannten "meister hans" gegossen, der teils mit dem in Homberg tätigen Glockengießer Hans Kortrog identifiziert wird; daher schließt man, dass es einen Vorgängerbau der heutigen Kirche gab. Zu der Glocke gibt es die Sage, dass bei ihrem Guss ein Burgfräulein namens „Susanne-Marie“ ihren Schmuck in die Schmelze geworfen habe; beim Läuten soll die Glocke daher ihren Namen rufen.
Hessische Gebietsreform (1970–1977)
Zum 1. August 1972 wurde im Zuge der Gebietsreform in Hessen die bis dahin selbständige Gemeinde Hilmes kraft Landesgesetz in die Gemeinde Schenklengsfeld eingemeindet. Für Hilmes wurde, wie für alle bei der Gebietsreform eingegliederten Gemeinden sowie für die Kerngemeinde mit Lampertsfeld, ein Ortsbezirk mit Ortsbeirat und Ortsvorsteher nach der Hessischen Gemeindeordnung gebildet.

### Verwaltungsgeschichte im Überblick
Die folgende Liste zeigt die Staaten und Verwaltungseinheiten, denen Hilmes angehört(e):
- 1232–1648: Heiliges Römisches Reich, Fürstentum Hersfeld, Amt Landeck
- 1648–1806: Heiliges Römisches Reich, Landgrafschaft Hessen-Kassel, Fürstentum Hersfeld, Amt Landeck
- 1807–1813: Königreich Westphalen, Departement der Werra, Distrikt Hersfeld, Kanton Landeck
- ab 1815: Kurfürstentum Hessen, Amt Landeck[7]
- ab 1821/22: Kurfürstentum Hessen, Provinz Fulda, Kreis Hersfeld[8][Anm. 2]
- ab 1848: Kurfürstentum Hessen, Bezirk Hersfeld
- ab 1851: Kurfürstentum Hessen, Provinz Fulda, Kreis Hersfeld
- ab 1867: Königreich Preußen, Provinz Hessen-Nassau, Regierungsbezirk Kassel, Kreis Hersfeld
- ab 1871: Deutsches Reich, Königreich Preußen, Provinz Hessen-Nassau, Regierungsbezirk Kassel, Kreis Hersfeld
- ab 1918: Deutsches Reich, Freistaat Preußen, Provinz Hessen-Nassau, Regierungsbezirk Kassel, Kreis Hersfeld
- ab 1938: Deutsches Reich, Freistaat Preußen, Regierungsbezirk Kassel, Landkreis Hersfeld[Anm. 3]
- ab 1944: Deutsches Reich, Freistaat Preußen, Provinz Kurhessen, Landkreis Hersfeld
- ab 1945: Deutsches Reich, Amerikanische Besatzungszone, Groß-Hessen, Regierungsbezirk Kassel, Landkreis Hersfeld
- ab 1946: Deutsches Reich, Amerikanische Besatzungszone, Hessen, Regierungsbezirk Kassel, Landkreis Hersfeld
- ab 1949: Bundesrepublik Deutschland, Hessen, Regierungsbezirk Kassel, Landkreis Hersfeld
- ab 1972: Bundesrepublik Deutschland, Hessen, Regierungsbezirk Kassel, Landkreis Hersfeld-Rotenburg, Gemeinde Schenklengsfeld

## Bevölkerung

### Einwohnerstruktur 2011
Nach den Erhebungen des Zensus 2011 lebten am Stichtag, dem 9. Mai 2011, in Hilmes 285 Einwohner. Darunter waren 9 (3,2 %) Ausländer. Nach dem Lebensalter waren 42 Einwohner unter 18 Jahren, 108 zwischen 18 und 49, 66 zwischen 50 und 64 und 69 Einwohner waren älter. Die Einwohner lebten in 117 Haushalten. Davon waren 18 Singlehaushalte, 39 Paare ohne Kinder und 48 Paare mit Kindern sowie 6 Alleinerziehende und 3 Wohngemeinschaften. In 27 Haushalten lebten ausschließlich Senioren und in 66 Haushaltungen lebten keine Senioren.

### Einwohnerentwicklung
Im Jahr 1585 hatte der Ort 51 Haushaltungen, 1747 waren es noch 31.
| Hilmes: Einwohnerzahlen von 1834 bis 2019 | Hilmes: Einwohnerzahlen von 1834 bis 2019 | Hilmes: Einwohnerzahlen von 1834 bis 2019 | Hilmes: Einwohnerzahlen von 1834 bis 2019 | Hilmes: Einwohnerzahlen von 1834 bis 2019 |
| --- | ----------------------------------------- | ----------------------------------------- | ----------------------------------------- | ----------------------------------------- |
| Jahr |                                           |                                           |                                           | Einwohner                                 |
| 1834 | 1834                                      |                                           | 292                                       | 292                                       |
| 1840 | 1840                                      |                                           | 304                                       | 304                                       |
| 1846 | 1846                                      |                                           | 322                                       | 322                                       |
| 1852 | 1852                                      |                                           | 304                                       | 304                                       |
| 1858 | 1858                                      |                                           | 302                                       | 302                                       |
| 1864 | 1864                                      |                                           | 253                                       | 253                                       |
| 1871 | 1871                                      |                                           | 278                                       | 278                                       |
| 1875 | 1875                                      |                                           | 294                                       | 294                                       |
| 1885 | 1885                                      |                                           | 265                                       | 265                                       |
| 1895 | 1895                                      |                                           | 271                                       | 271                                       |
| 1905 | 1905                                      |                                           | 254                                       | 254                                       |
| 1910 | 1910                                      |                                           | 251                                       | 251                                       |
| 1925 | 1925                                      |                                           | 288                                       | 288                                       |
| 1939 | 1939                                      |                                           | 294                                       | 294                                       |
| 1946 | 1946                                      |                                           | 466                                       | 466                                       |
| 1950 | 1950                                      |                                           | 409                                       | 409                                       |
| 1956 | 1956                                      |                                           | 374                                       | 374                                       |
| 1961 | 1961                                      |                                           | 339                                       | 339                                       |
| 1967 | 1967                                      |                                           | 318                                       | 318                                       |
| 1970 | 1970                                      |                                           | 338                                       | 338                                       |
| 1980 | 1980                                      |                                           | ?                                         | ?                                         |
| 1990 | 1990                                      |                                           | ?                                         | ?                                         |
| 2000 | 2000                                      |                                           | ?                                         | ?                                         |
| 2011 | 2011                                      |                                           | 285                                       | 285                                       |
| 2019 | 2019                                      |                                           | 281                                       | 281                                       |
| Datenquelle: Historisches Gemeindeverzeichnis für Hessen: Die Bevölkerung der Gemeinden 1834 bis 1967. Wiesbaden: Hessisches Statistisches Landesamt, 1968. Weitere Quellen: LAGIS; Gemeinde Schenklengsfeld; Zensus 2011 |                                           |                                           |                                           |                                           |

### Historische Religionszugehörigkeit
| • 1885: | 265 evangelische (= 100 %) Einwohner                               |
| • 1961: | 288 evangelische (= 84,94 %), 51 katholische (= 15,04 %) Einwohner |

## Politik
Für den Ortsteil Hilmes besteht ein Ortsbezirk (Gebiete der ehemaligen Gemeinde Hilmes) mit Ortsbeirat und Ortsvorsteher nach der Hessischen Gemeindeordnung. Der Ortsbeirat besteht aus fünf Mitgliedern. Zur Kommunalwahl in Hessen 2021 konnten nicht genügend Kandidaten für den Ortsbeirat gewonnen werden.

## Kultur und Sehenswürdigkeiten
Denkmalschutz
Für die unter Denkmalschutz stehenden Kulturdenkmale des Ortes siehe die Liste der Kulturdenkmäler in Hilmes.
Vereine
Schützenverein Hilmes: Die Sportschützen sind eine Abteilung der Sportgemeinschaft Hilmes (SG). Die Sportgemeinschaft wurde 1982 gegründet und unterhält neben der Sportschützenabteilung noch eine Gymnastikabteilung. Die Abteilung Sportschützen hat zurzeit 85 aktive Mitglieder, insgesamt sind etwa 100 Hilmeser Mitglied in der SG. Die Sportschützen haben vier Mannschaften, die an Wettkämpfen teilnehmen. Außerdem gibt es eine Jugend- und eine Seniorenmannschaft.

## Infrastruktur
Öffentliche Einrichtungen
Im Ort gibt es ein Dorfgemeinschaftshaus.
Verkehr
Durch den Ort führt die Kreisstraße 9, die die Verbindung nach Schenklengsfeld gewährleistet. Nach Osten hin verbindet die Kreisstraße das Dorf mit der nächsten überregionalen Straße, der Bundesstraße 62.
Der öffentliche Personennahverkehr erfolgt durch die Rhönenergie Bus GmbH mit der Linie 345.